# 亨斯坦頓
亨斯坦頓（英語：Hunstanton）是英格蘭諾福克的一個濱海小鎮，根據2011年英國人口普查的數據顯示，亨斯坦頓的人口為4,229人。亨斯坦頓位於倫敦東北偏北102英里（164公里）處，諾里奇西北40英里（64公里）處。

## 歷史
1953年北海大洪水對亨斯坦頓造成了重創。在1月31日至2月1日夜間造成31人死亡，其中16人是美國軍人及其家人。鄰近的斯內瑟沙姆和赫彻姆另有35人喪生。